# Ляскі (Білоґардський повіт)
Ляскі (пол. Laski) — село в Польщі, у гміні Білоґард Білоґардського повіту Західнопоморського воєводства.
Населення — 826 осіб (2011).
У 1975-1998 роках село належало до Кошалінського воєводства.

## Демографія
Демографічна структура станом на 31 березня 2011 року:
|          | Загалом | Допрацездатний вік | Працездатний вік | Постпрацездатний вік |
| -------- | ------- | ------------------ | ---------------- | -------------------- |
| Чоловіки | 409     | 88                 | 287              | 34                   |
| Жінки    | 417     | 68                 | 262              | 87                   |
| Разом    | 826     | 156                | 549              | 121                  |